# TeamViewer SE
TeamViewer SE er en tysk softwarevirksomhed med hovedkvarter i Göppingen. Virksomheden kendes for fjernstyringsprogrammet TeamViewer. TeamViewer's software benyttes i flere virksomheder.  Virksomheden blev etableret i 2005 inden den første softwareversion blev udgivet.